# Barrage d'Altınyazı
Le barrage d'Altınyazı (en turc Altınyazı barajı) est un barrage en Turquie. La rivière coupée par le barrage est appelée rivière Basamaklar (Basamaklar Çayı, « rivière des marches (de l'escalier) ») au sortir du barrage elle est canalisée pour l'irrigation (Sulama kanali) et se jette dans la rivière d'Ergene (Ergene Nehri).

## Sources
- (en) « Altınyazı Dam », sur Agence gouvernementale turque des travaux hydrauliques (DSİ)